# Осман Нури паша Потирикли
Осман Нури паша Потирикли (на турски: Osman Nuri Paşa, Potirikli) е османски офицер и чиновник.

## Биография
От август 1880 до юни 1881 година е валия на Косовския вилает в Скопие. От юни 1889 до май 1890 година е валия на Йемен и командир на Седма армия. От юли 1890 до януари 1891 година е валия на Ван.